# Mobile Rack
Mobile Rack (комп. сленг — салазки, мобильное шасси) — устройство для переноса информации с одного компьютера на другой с использованием стационарных накопителей: винчестеров, дисководов, ZIP-накопителей и т. д.
Mobile Rack состоит из двух частей: выдвижного картриджа, в который помещается накопитель, и стационарного гнезда, которое монтируется в пятидюймовый отсек корпуса и подключается к одной из шин компьютера (IDE, SATA, SCSI, USB). В зависимости от модели на передней панели устройства могут находиться индикаторы питания и обращения к диску, замок, экран с показателями температуры и скорости вращения диска. Внутри устройство может комплектоваться вентиляторами, датчиками температуры.
Различают Mobile Rack с горячим и с холодным подключением. Накопители из «салазок» с горячим подключением можно извлекать при включённом компьютере. В дата-центрах такие «салазки» активно используются для быстрой замены вышедшего из строя жёсткого диска.
Устройства Mobile Rack стали популярны благодаря тому, что внешние накопители (дискеты, оптические диски, ранние флеш-накопители) не позволяли переносить относительно большие объёмы информации. «Салазки» позволили сделать жёсткий диск внешним накопителем, легко подключаемым к компьютеру без необходимости вскрытия корпуса и покупки значительно более дорогих внешних жёстких дисков или дорогих JAZ- и REV-дисков (фактически, жестких дисков со съëмными "блинами" в картриджах) большого объёма.
С появлением флэш-накопителей, развитием других внешних носителей и сетей передачи данных, в особенности облачных хранилищ, устройства Mobile Rack в потребительских и офисных настольных компьютерах фактически отошли на второй план и применяются крайне редко, но остаются востребованными в серверных системах и дисковых массивах, а также где требуется сохранение конфиденциальности информации (в Mobile Rack может располагаться и системный диск, а по окончании работы извлекаться, и, к примеру, запираться в сейфе). Есть и варианты предусматривающие использование внешних Mobile Rack.
С распространением SATA 2,5" SSD накопителей, которые в основном могут использоваться из-за габаритов и закрытых корпусов и как внешние жёсткие диски, появился и повторный всплеск интереса к Mobile Rack под 2,5" диски. Mobile Rack для 2,5" SSD могут быть устанавливаемыми на задней стороне корпуса системного блока, крепясь в слоте расширения.
Также, с развитием флеш-накопителей и становлением менее актуальными оптических дисков, выпускаются Mobile Rack для 2,5" HDD или SSD, монтируемые в ноутбуках вместо оптических приводов. Такие устройства отличаются толщиной — 9,5 мм / 12,7 мм, и интерфейсами подключения (2,5" IDE → 2,5" IDE; 2,5" IDE → SATA; Slimline SATA → SATA; Slimline SATA → M.2 (опционно может быть со встроенным вентилятором)).